# Saban Capital Group
Ne doit pas être confondu avec Saban Entertainment.
Saban Capital Group, Inc. est une société d'investissement américaine basée à Los Angeles, en Californie, spécialisée dans les médias, le divertissement et les communications. Fondée en 2001 par Haim Saban, Saban Capital Group reste propriétaire de Saban Films,, appartenant à Univision Communications, et à Celestial Tiger Entertainment ,.

## Histoire
En octobre 2006, la division SCG du groupe Saban Entertainment annonce le lancement d'un programme de studio virtuel pour le marché des start-ups et des divertissements familiaux. En mars 2007, Univision Communications est vendu à un groupe d'investisseurs plus large nommé Broadcasting Media Partners comprenant les groupes Saban Capital, Madison Dearborn Partners, Providence Equity Partners, TPG Capital et Thomas H. Lee Partners .
Le 17 octobre 2011, Saban Capital Group acquiert 7,5% du capital de Media Nusantara Citra, la plus grande société de médias intégrés indonésienne basée à Jakarta,,. En juillet 2012, Saban Capital Group acquiert une participation minoritaire dans MNC Skyvision, le plus grand opérateur de télévision à péage en Indonésie, qui détient les sociétés Indovision et Top TV.
Le 5 mai 2010, Saban Capital Group annonce la création de Saban Brands (SB), société qui succédera à Saban Entertainment et dédiée à l'acquisition de marques de divertissement et de produits grand public. Le 12 mai 2010, Saban Brands rachète à Disney la franchise Power Rangers pour un montant de 43 millions de dollars. Elle doit produire une dix-neuvième saison des Power Rangers, qui commence à être diffusée le 7 février 2011 sur Nickelodeon. 700 épisodes sont rediffusés sur NickToons,. Il est également annoncé que Saban Brands était en négociation pour acheter trois autres marques. Le 17 août 2010, il est annoncé que Saban Brands avait acheté Paul Frank Industries,.
En juin 2012, Kidsco Media Ventures LLC, une filiale de SCG, conjointement avec 4K Acquisition Corp. de Konami, acquiert une partie des actifs clés de 4Kids Entertainment. Kidsco remporte ainsi Dragon Ball Z Kai, Cubix, Sonic X et leS droits de contrat du bloc de programmation Saturday Morning. En août 2012, Saban Capital Group lance une nouvelle division d'édition musicale appelée Music Ventures.
Le 6 mai 2014, Saban Capital annonce le lancement de Saban Films, une société de distribution qui acquerra chaque année 8 à 10 longs métrages destinés au marché nord-américain. Bill Bromiley de RLJ Entertainment est nommé président de cette société à compter du Festival de Cannes 2014. Le 13 septembre 2018, Saban Capital Acquisition Corp. annonce l'achat de Panavision et de Sim Video International dans le cadre d'une transaction en numéraire et en actions de 622 M $. La transaction visait à créer une entité de production et de post-production complète. Saban Capital Acquisition Corp. propose un changement de nom pour Panavision Holdings Inc., mais devrait continuer à se négocier à la bourse de Nasdaq. Saban finit par mettre fin à son contrat d'acquisition de Panavision le 1er mars 2019.
En février 2018, Saban Brands désigne Hasbro en avril 2019 en tant que titulaire de la licence principale de jouets pour Power Rangersn avec une option future pour acheter la franchise. Le 1er mai 2018, Saban a accepté de vendre à Powerbro des Power Rangers et d'autres actifs de divertissement pour un montant de 522 millions de dollars US en espèces et en actions. La vente devrait être finalisée au deuxième trimestre. My Pet Monster, Popples, Julius Jr., Luna Petunia et Treehouse Detectives font également partie de la transaction,. SCG ne conserverait que neuf employés sur soixante et la filiale de Saban Brands cessera ses activités à la fermeture des bureaux le 2 juillet 2018 .

## Organisation
- Saban Entertainment Group
- Saban Enfants et famille
- Saban Films [17].
- Saban Real Estate, LLC
- Saban Brands, LLC 
  - Groupe Lifestyle Saban Brands [25].
    - Industries Paul Frank
    - Chaussures Macbeth
    - Mambo Graphics [26].
    - Brûlant

  - Saban Brands Entertainment Group  (maintenant acquis par Hasbro) 
    - SCG Power Rangers LLC (acquise par Hasbro)
    - SCG Characters LLC (acquise par Hasbro)
    - SCG Luna Petunia LLC (acquise par Hasbro)
    - Saban Brands Voyagers LLC (acquise par Hasbro)
    - Treehouse Detectives LLC (acquise par Hasbro)

## Investissements

### Actuels
- Divertissement Tiger Celestial (CTE) (JV)
- Media Nusantara Citra (MNC) 7,5% du capital
- Taomee (participation minoritaire)
- Playbuzz (2016) [27].
- Agitation
- IronSource
- Partenaires médias de radiodiffusion (20%) 
  - Univision Communications, Inc.
- Sim Video International

### Anciens
- Bezeq
- Keshet Broadcasting LTD
- Panavision
- ProSiebenSat.1 Media AG
- Navire